# Епархия Велеса

Герб епархии Велеса

Епархия Велеса (лат. Dioecesis Velezana) — епархия Римско-Католической церкви с центром в городе Велес, Колумбия. Епархия Велеса входит в митрополию Букараманги. Кафедральным собором епархии Велеса является церковь Пресвятой Девы Марии.

## История
14 марта 2003 года Римский папа Иоанн Павел II выпустил буллу «Ad satius providendum», которой учредил епархию Велеса, выделив её из епархии Сокорро-и-Са-Хиля.

## Ординарии епархии
- епископ Luis Albeiro Cortés Rendón (14.05.2003 — по настоящее время).

## Источник
- Annuario Pontificio, Libreria Editrice Vaticana, Città del Vaticano, 2003, ISBN 88-209-7422-3
- Булла Ad satius providendum  (лат.)